# لبه‌نمایی
لبه‌نمایی (به انگلیسی: edgeoscopy) در انگشت‌نگاری، بررسی مشخصات ریخت‌شناختیِ منحصربه‌فردِ لبه‌های سایشیِ انگشتان دست.